# Hrabia Bath
Hrabiowie Bath 1. kreacji (parostwo Anglii)
- 1486–po 1486: Philibert de Chandée, 1. hrabia Bath

Hrabiowie Bath 2. kreacji (parostwo Anglii)
- 1536–1539: John Bourchier, 1. hrabia Bath
- 1539–1561: John Bourchier, 2. hrabia Bath
- 1561–1623: William Bourchier, 3. hrabia Bath
- 1623–1636: Edward Bourchier, 4. hrabia Bath
- 1636–1654: Henry Bourchier, 5. hrabia Bath

Hrabiowie Bath 3. kreacji (parostwo Anglii)
- 1661–1701: John Granville, 1. hrabia Bath
- 1701–1701: Charles Granville, 2. hrabia Bath
- 1701–1711: William Henry Granville, 3. hrabia Bath

Hrabiowie Bath 4. kreacji (parostwo Wielkiej Brytanii)
- 1742–1764: William Pulteney, 1. hrabia Bath

Hrabiowie Bath 5. kreacji (parostwo Zjednoczonego Królestwa)
- 1803–1808: Henrietta Laura Pulteney, 1. hrabina Bath